# Vsevolod Zaderatski
Vsevolod Petrovitch Zaderatski (en russe : Всеволод Петрович Задерацкий) est un compositeur et pianiste ukrainien  né à Rivne le 21 décembre 1891 et mort à Lviv le 1er février 1953. Victime de la répression stalinienne dans sa vie et son œuvre, il n'a pas été reconnu de son vivant.

## Biographie
Vsevolod Zaderatski est né en 1891 dans une famille de la bourgeoisie intellectuelle russophone ukrainienne (son père était un haut fonctionnaire des chemins de fer ukrainiens). Après des études secondaires à Koursk, il entre en 1910 au conservatoire Tchaïkovski de Moscou ainsi qu'à l'université (il est diplômé en droit en 1916). Au conservatoire, il étudie le piano, la composition (avec Sergueï Taneïev et Mikhaïl Ippolitov-Ivanov) ainsi que la direction d'orchestre. Introduit auprès de la famille impériale, il donne des cours de piano au tsarévitch Alexeï en 1915 et 1916.
Mobilisé en 1916 comme officier du génie, il est sur le front quand la révolution bolchevique éclate. Durant la guerre civile, il rejoint l'Armée des volontaires de Denikine. Il y reste en 1919 et 1920. En mars 1920, sa femme Nathalie et son fils Rostislav quittent le pays à Novorossiïsk avec les restes de l'Armée de Denikine. Séparé de sa famille, il reste en Russie soviétique et s'installe à Riazan où il passe en 1923 son diplôme de conservatoire en piano. Il y développe une activité de concertiste.
En 1926, il est arrêté et toutes ses œuvres sont détruites. Libéré en 1928, il obtient l'autorisation de résider à Moscou où il s'installe en 1929. Il y restera jusqu’en 1934. Il est membre de l’Association pour la musique contemporaine, rivale de l’Association russe des musiciens prolétariens. Le pouvoir désavoue l’AMC qui disparait en 1932 ainsi que l’ARMP, avec la création de l’Union des compositeurs soviétiques. Le temps des grandes purges approche et Vsevolod Petrovitch est relégué à Iaroslavl en 1934. Il est nommé directeur des études et professeur à l'école de musique. Il se remarie avec Valentina Perlova et en 1935 naît son second fils, Vsevolod Vsevolodovitch.
En 1937, Zaderatski est arrêté et envoyé au Goulag à la Kolyma en juillet. C'est dans cet environnement qu'il compose avec des moyens de fortune et sans piano son cycle de 24 préludes et fugues. Libéré en juillet 1939, il rentre à Iaroslavl début 1940.
Pendant la Seconde Guerre mondiale, la famille est évacuée dans la ville de Merke au Kazakhstan. En 1944, ils vivent à Krasnodar dans le sud de la Russie, puis à Jytomyr en Ukraine en 1945, avant de retourner à Iaroslavl en 1946. Il participe en 1948 au premier congrès de l'Union des compositeurs soviétiques dont il n'a, curieusement, jamais été exclu depuis 1932. Le rapport Jdanov qui accuse de nombreux compositeurs de « formalisme en musique » ne l'épargne pas.
En 1949, il s'installe à Lviv, où il enseigne au conservatoire. Il meurt dans la nuit du 1er février 1953 d'une crise cardiaque. Il est enterré au cimetière de Lytchakiv de Lviv.

## Œuvres
Les œuvres connues du compositeur vont de 1928 à 1953. Celles qui ont pu être composées avant 1928 ont été détruites lors de sa première arrestation.
Vsevolod Petrovitch Zaderatski a composé de très nombreuses œuvres pour piano solo : 6 sonates entre 1928 et 1941, des pièces individuelles, plusieurs cycles (l'Album des miniatures, les Micro-lyriques, les Tasses de porcelaines, le Souffle de la guerre, Légendes, le Front, la Patrie, 6 pièces pour enfant), un cycle de 24 préludes (1934) et un cycle de 24 préludes et fugues (1937/38). Les conditions dans lesquelles les 24 préludes et fugues ont été composées sont remarquables puisqu'il a écrit cette œuvre pendant son internement au Goulag dans la Kolyma. Il a utilisé des supports de fortune, formulaires de télégramme, papiers divers, et composé le cycle sans piano. C'est le premier compositeur qui s'est, au XXe siècle, livré à cet exercice.
Il a également écrit plus de 100 mélodies, essentiellement sur des textes de poètes russes contemporains. Son œuvre vocale comprend plusieurs cycles ainsi que plusieurs œuvres pour chœur et orchestre.
La musique orchestrale de Vsevolod Zaderatski comprend 2 concertos pour piano (pour enfant), un concerto pour violon, un concerto pour domra, plusieurs poèmes symphoniques et quelques symphonies dont une symphonie de chambre pour 9 instruments (1940), ainsi qu’une suite pour orchestre d'instruments traditionnels et plusieurs pièces pour chœur et orchestre. Il a par ailleurs composé 2 opéras.
Joué à de très rares reprises du vivant du compositeur et toujours dans des villes de province, ces auditions seront le plus souvent suivies de critiques officielles. Il faudra attendre les années 70 pour que les premières publications de partitions interviennent en Ukraine et que sa musique y soit jouée sans censure des autorités. Mais ce n'est véritablement qu'à partir des années 2000 que des concerts seront régulièrement organisés à Moscou et dans d'autres villes de Russie, ainsi qu'en Ukraine.

## Discographie
- Préludes, 24 préludes, op 34 de Chostakovitch et 24 préludes de Zaderatski, Jascha Nemtsov (piano), Profil/Rundfunk Berlin-Brandenbourg, 2009
- Russian songs, mélodies de Zaderatski, Lourié et Chostakovitch, Verena Rein (soprano), et Jascha Nemtsov (piano), Profil/Deutschland RadioKultur, 2009
- Anthologie du piano russe - Volume 3, œuvres de Lev Révoutsky, Nikolaï Roslavets, Samouïl Feinberg, Sergueï Protopopov, Vladimir Dechevov (ru) et la sonate N° 2 pour piano de Vsevolod Zaderatski interprétée par Fedor Amirov, Melodia, 2012
- 24 Préludes & Fugues, 2CD,  cycle pour piano de Vsevolod Zaderatski, interprété par Jascha Nemtsov, Profil/Rundfunk Berlin-Brandenbourg, 2015
- 24 Preludes and Fugues, 2CD, cycle pour piano de Vsevolod Zaderatski, interprété par Lukas Geniusas, Andrei Gugnin, Nikita Mndoyants, Ksenia Bashmet, Yury Favorin, Andrei Yaroshinsky, Melodia, 2016
- Legends, 5 CD, compilation avec les 24 Préludes, les 24 Préludes et fugues, plusieurs cycles pour piano ("L'album des miniatures", "Les tasses de porcelaine", "Micro-lyriques", "Légendes"), sonate n°1, sonate n°2, sonate en fa mineur, interprétés par Jascha Nemtsov, Hanssler Classic/RBB/Kultur Radio, 2017

## Sources
Cet article a été écrit à partir des 3 sources suivantes.
- (en) Kira Yuzhak, The New Grove Dictionary of Music and Musicians, Londres, Macmillan, 2001
- (ru) Vsevolod Vsevolodovitch Zaderatski (ru), Per aspera …, Moscou, Editions du compositeur,‎ 2009, 318 p. (ISBN 5-85285-321-6)
- (de) Jascha Nemtsov, “Ich bin schon längst tot”, Komponisten im Gulag : Vsevolod Zaderackij und Aleksandr Veprik, Berlin, in Revue Osteuropa, 2007, pages 315-339 (ISBN 978-3-8305-1219-6)